# Radio Brač
Radio Brač je privatna glazbena hrvatska radijska postaja s lokalnom koncesijom, koja emitira svoj program od 29. prosinca 1987. godine,  kada je osnovana kao prva radijska postaja u SFRJ izvan sustava tadašnje Jugoslavenske radiotelevizije. Premda postaja ima samo lokalnu koncesiju, konfiguracija terena na kojem se nalaze odašiljači Radija Brač je zaslužna za čujnost u većem dijelu županije.
Radio Brač je od samog početka emitiranja uživao veliku popularnost u Splitu i srednjoj Dalmaciji, dijelom zbog birane strane glazbe, koja je činila veliku većinu programa, a dijelom i zbog karizmatičnih voditelja Roberta Barille, Vedrana Sesartića i Siniše Vickova.
Glavni studio se nalazi u Supetru, a od polovice 1990-ih program se emitira i iz studija u Splitu. 

## Zanimljivosti
- Daleka obala je svoj prvi demoalbum snimila u studiju Radio Brača, kod izdavačke kuće Luxor design (1988.)